# Wang Fuchun
Wang Fuchun (王福春, Wáng Fúchūn), född 1943 i Harbin, död 13 mars 2021 i Peking, var en kinesisk fotograf och järnvägsarbetare.
Wang föddes i Harbin i Heilongjiang-provinsen i nordöstra Kina. Han följde i sin äldre brors fotspår och blev antagen till lokförarskolan i Suihuas järnvägar vid 20 års ålder. Han arbetade på olika positioner inom järnvägen innan han blev fotograf på heltid 1984. Fotointresset väcktes när han i slutet av 1970-talet fick i uppdrag att fotografera personal vid järnvägsbyrån i Harbin.
Inledningsvis använd Wang en kamera av från den kinesiska tillverkaren Seagull. Han uppgradera senare till en kamera från Leica och slutligen en digitalkamera 2005. Under sin 40-åriga tid som fotograf sade sig ha gjort tusentals tågresor och tagit 200 000 fotografier. Wangs omfattande produktion har beskrivits som ett dokument över det kinesiska samhällets utveckling från 1970-talet till 2010-talet. När han började fotografera trafikerades de kinesiska järnvägarna av smutsiga ånglok. Hans sista bilder togs på de moderna höghastighetstågen.
Wangs fotografier har publicerats i boken Chinese on the Train. Han har också ställt ut sina bilder i Europa och USA, bland annat på brittiska National Railway Museum i York. Han har utsetts av Invisible Photography Asia till en av Asiens 30 mest inflytelserika fotografer.